# Beaujolais - Géoparc mondial UNESCO
 (juillet 2023).
 (août 2024).
Le Beaujolais - Géoparc mondial UNESCO est un territoire situé dans le département du Rhône en France. Sa diversité géologique a permis l'obtention du label Géoparc mondial UNESCO en avril 2018, revalidé en 2022. Celle-ci se traduit dans la diversité des paysages et des patrimoines ainsi que l’architecture des villages (pierres dorées, rouges, blanches, grises ou noires).
En 2022, le géoparc du Beaujolais comprend 121 communes, dont Villefranche-sur-Saône, et couvre près de 1 550 km2 pour 240 000 habitants.

## Géographie
Situé sur la bordure orientale du Massif central, le Géoparc Beaujolais possède une géologie complexe. 
Il est situé dans la région Auvergne-Rhône-Alpes et occupe la partie nord du département du Rhône, au nord de la métropole de Lyon. Il s’étend sur une cinquantaine de kilomètres de long, vers le nord le long de l’axe de la Saône jusqu’au Mâconnais et au Charolais, au sud jusqu’au Lyonnais et sur une vingtaine de kilomètres de large, depuis la vallée de la Saône à l’est jusqu’au Roannais à l’ouest.
Trois types de reliefs topographiques caractérisent la région : la plaine du Val de Saône à l’est, la zone viticole composée de pentes douces interrompues par des vallées boisées et les monts du Beaujolais s'étendant à l'ouest, atteignant une hauteur de plus de 1 000 mètres aux frontières de la région.

## Les géosites
Une trentaine de géosites ont été retenus pour le Géoparc Beaujolais.

### Sites Géologiques

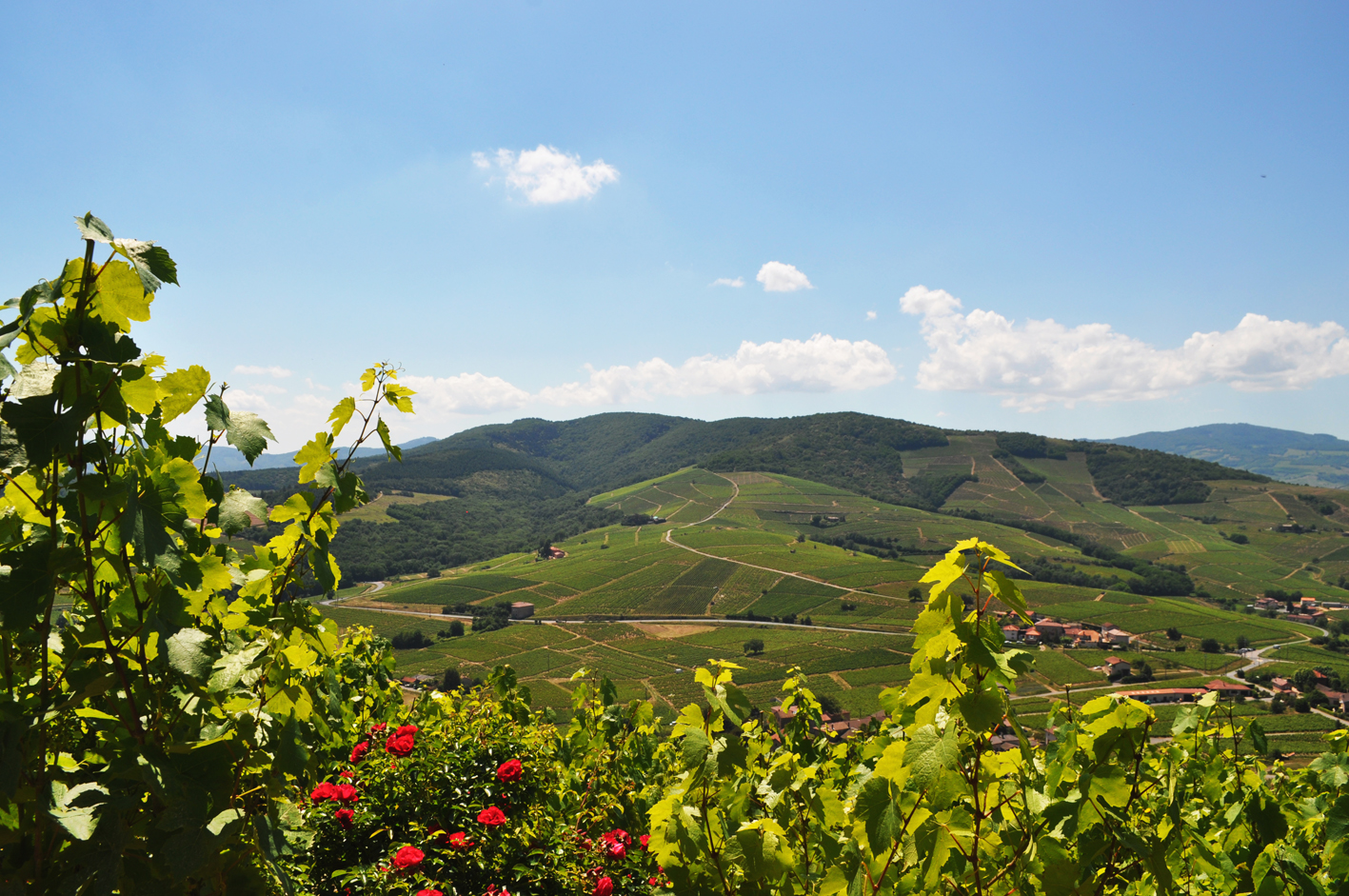
Le Mont Brouilly

#### Espace des Pierres Folles à Saint-Jean-des-Vignes
L’Espace Pierres Folles est un lieu retraçant l’histoire géologique du Beaujolais, de sa formation il y a 500 millions d'années aux hommes préhistoriques. Son musée possède une collection de plus de 1000 espèces de fossiles du Beaujolais, dont un des plus grands ichtyosaures d'Europe, retrouvé dans la carrière voisine. Il explique comment la géologie conditionne les sols, les végétaux, la vigne et le vin, l’activité de l’Homme et les ressources naturelles. 

#### Mont Brouilly sur Odenas et Saint-Lager
Détaché de la chaîne des monts du Beaujolais, au milieu de la côte viticole, le mont Brouilly est classé en Espace Naturel Sensible. La géologie particulière du mont Brouilly est visible par ses multiples carrières anciennement exploitées pour la pierre bleue, une roche métamorphique du Dévonien (410 – 360 Ma) témoin d’un épisode océanique sur le territoire.

#### Les carrières de Glay à Saint-Germain-Nuelles
Cet ancien site d’extraction de calcaire jaune typique du sud-Beaujolais procure à la région un matériau de construction caractéristique durant des siècles. Seule carrière du Rhône aménagée pour la visite, c’est aussi une zone naturelle d’intérêt écologique (ZNIEFF) pour sa faune (chauves-souris) et sa flore. Elles sont aménagées de panneaux explicatifs jalonnant un parcours et des visites guidées par l’association « Les Carrières de Glay » retracent son histoire. Le site offre également une vue sur la vallée d’Azergues, les monts du Beaujolais et les monts du Lyonnais.

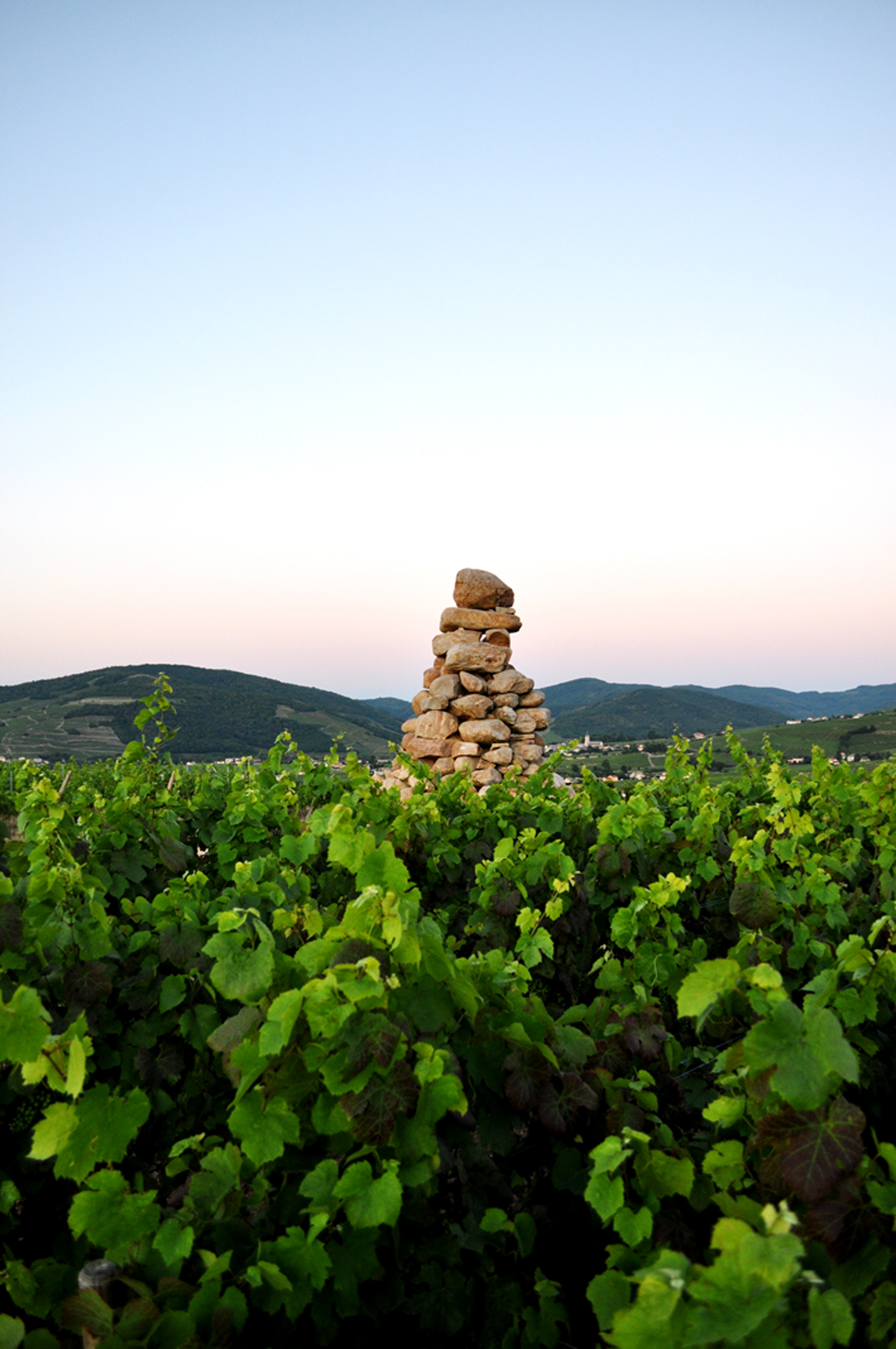
La Tour Bourdon

#### Le massif du mont Saint-Rigaud à Monsols
Le massif du mont Saint Rigaud est le point culminant du département du Rhône (1012 m). Ce mont est recouvert d’une forêt et son massif est classé en zone naturelle d’intérêt écologique (ZNIEFF). À son sommet, une tour en bois avec table d'orientation offre une vue à 360°. 

#### La terrasse de Chiroubles à Chiroubles
La terrasse de Chiroubles offre un point de vue sur les coteaux du Beaujolais, la vallée de la Saône et par temps clair, la chaîne des Alpes dominée par le mont Blanc. Des sentiers de randonnées amènent à la découverte du patrimoine, notamment géologique (filon de quartz vieux de 300 Ma notamment).

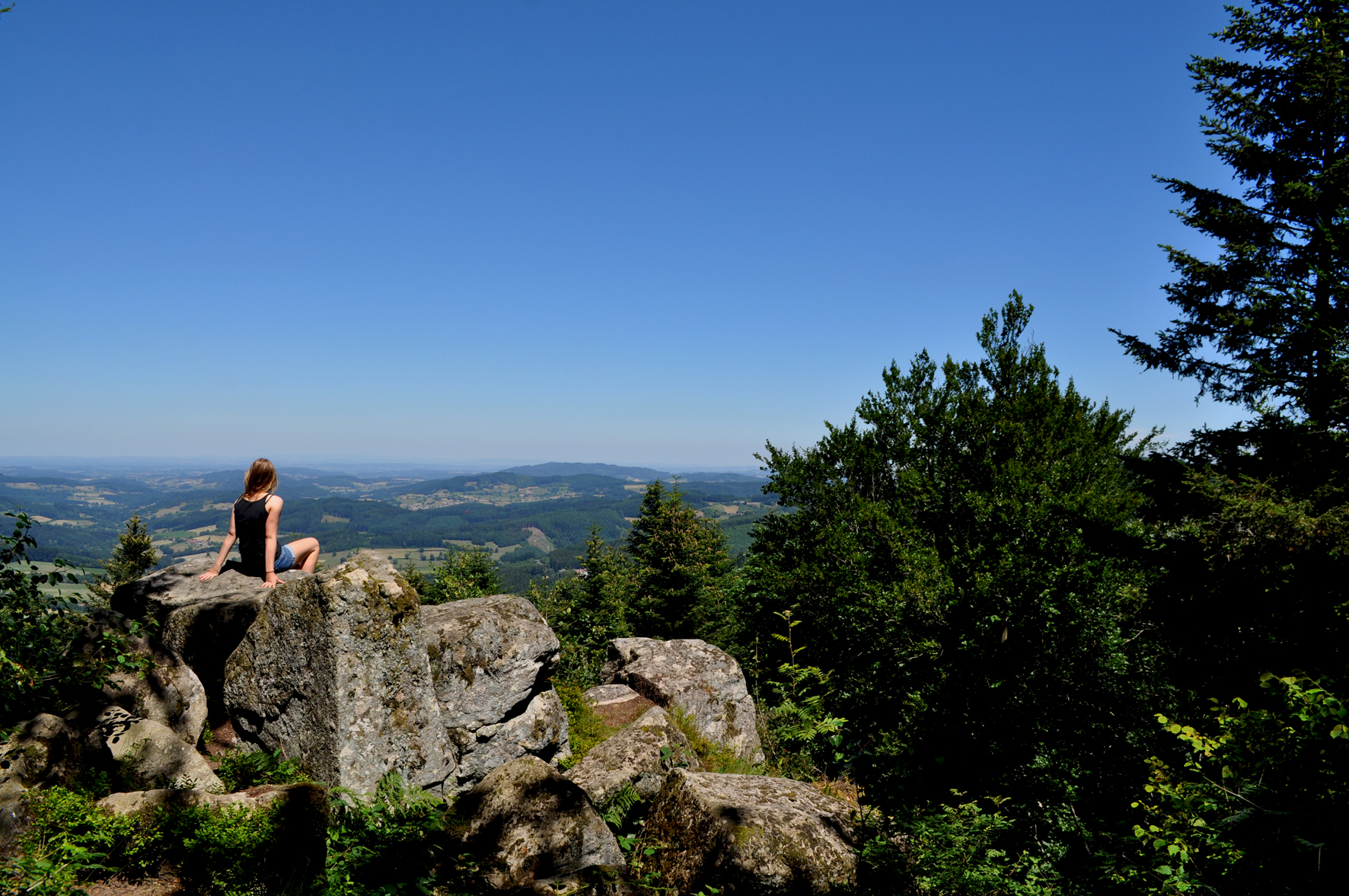
La Roche d'Ajoux

#### Les blocs de grès de la Tour Bourdon à Régnié-Durette
Le site de la Tour Bourdon domine la vallée de l'Ardières et offre un panorama à 360°. Au sommet de la colline, d'énormes blocs de pierre découverts lors de la plantation de vigne ont été érigés[Par qui ?] en mégalithe (à l’échelle 1/1000ème du mont Blanc).

#### La carrière de Lucenay
Les carrières de Lucenay à ciel ouvert, toutes sur la même ligne de crête sont consacrées à l'extraction d'une roche calcaire datant de 168 Ma. Cette roche fait partie des témoins de l’épisode marin du Beaujolais. Facile à tailler, la pierre a servi à la construction de la cathédrale Saint-Jean de Lyon, des églises de Chazay d’Azergues et d’Anse, même si l’église de Lucenay, contrairement au reste du village est bâtie avec de la pierre de Tournus. Les habitants de ce village ont vécu au rythme de l’exploitation des carrières sur une période d'écoulant de l’Antiquité jusqu’à 1946.

#### Le sentier géologique du mont d’Or à Chasselay
Ce sentier emprunte un chemin de randonnée de 4,5 km entre le village de Chasselay et le village de Poleymieux-au-Mont-d’Or. Il permet de faire découvrir trois grands ensembles géologiques: le socle cristallin Primaire âgé de 500 à 360 Ma, la série sédimentaire Secondaire dont les formations géologiques s’échelonnent entre 240 et 164 Ma, et un réseau de failles normales qui a découpé le massif au milieu de l’ère Tertiaire aux alentours des 30 Ma. On passe de l'époque des premiers poissons jusqu'au temps des dinosaures.

#### Autres sites géologiques
- Le sentier des mines de Chessy
- La roche d’Ajoux à Poule-les-Écharmeaux
- La gravière du Pré de Joux à Arnas
- Les orgues rhyolitiques de Saint-Victor-sur-Rhins
- Le mont Tourvéon à Chénelette

### Sites naturels

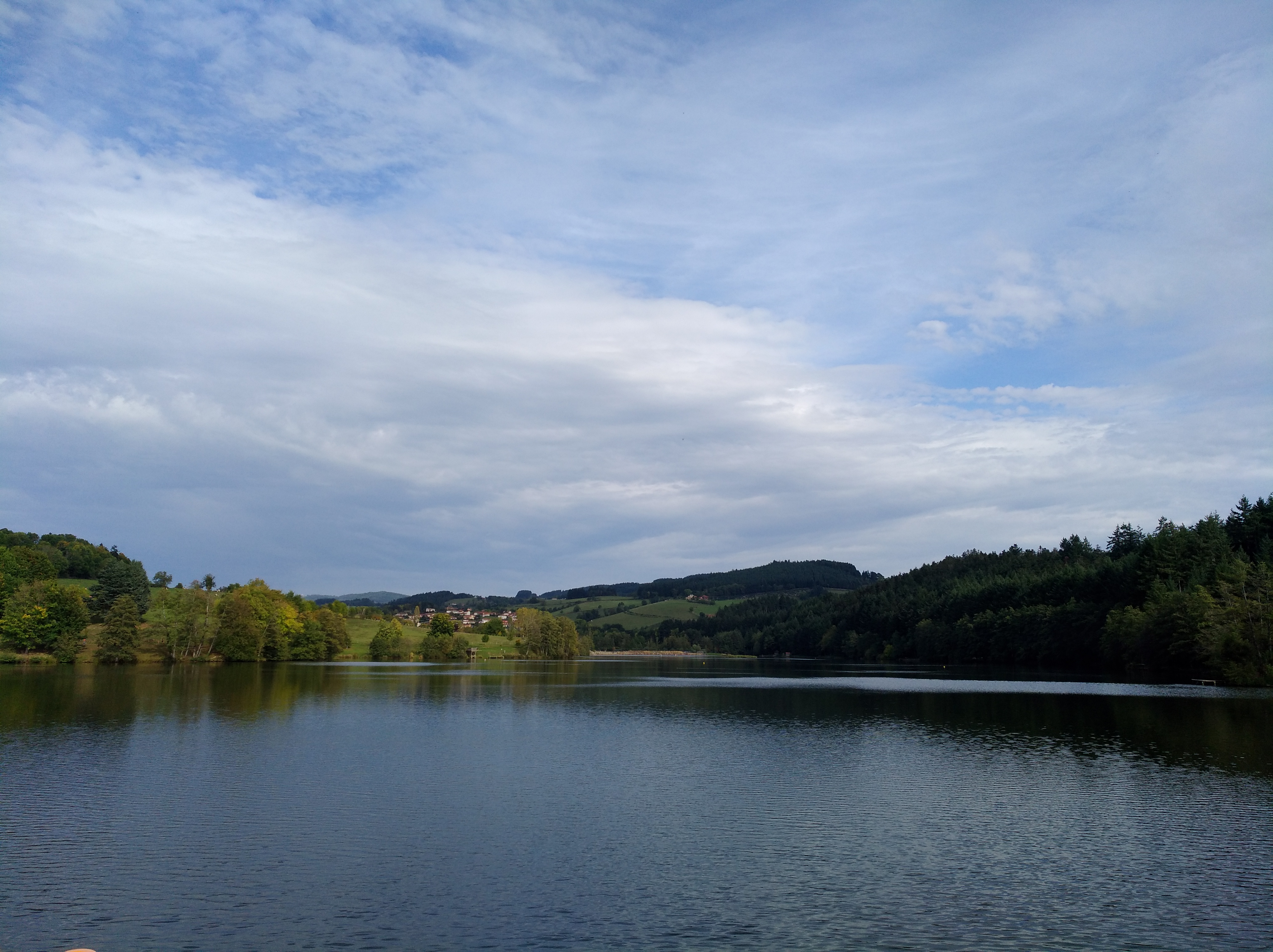
Lac des sapins

#### La zone humide des Monneries
La zone humide des Monneries est un milieu naturel important pour le territoire Beaujolais, en participant au maintien et à l’amélioration de la qualité de l’eau. Au fond de la mare, des pierres blanches sont observables. Ces roches volcaniques sont altérées par l’eau jusqu’à leur transformation en argile. Une fois cette argile accumulée, le substrat devient imperméable et retient l’eau.

#### Les autres sites naturels
- Le lac des Sapins à Cublize
- Les landes du Beaujolais à Quincié et Marchampt
- Les marais de Boistray à Saint-Georges-de-Reneins
- Les lônes du val de Saône à Belleville (Rhône) et Belleville-en-Beaujolais
- Le vallon du Sornin à Propières
- Les crêts de Remont à Ville-sur-Jarnioux

### Sites culturels et historiques
- Le Balcon du Morgon à Gleizé
- Le village de Bagnols
- Le village de Ternand
- Le château des Tours à Anse

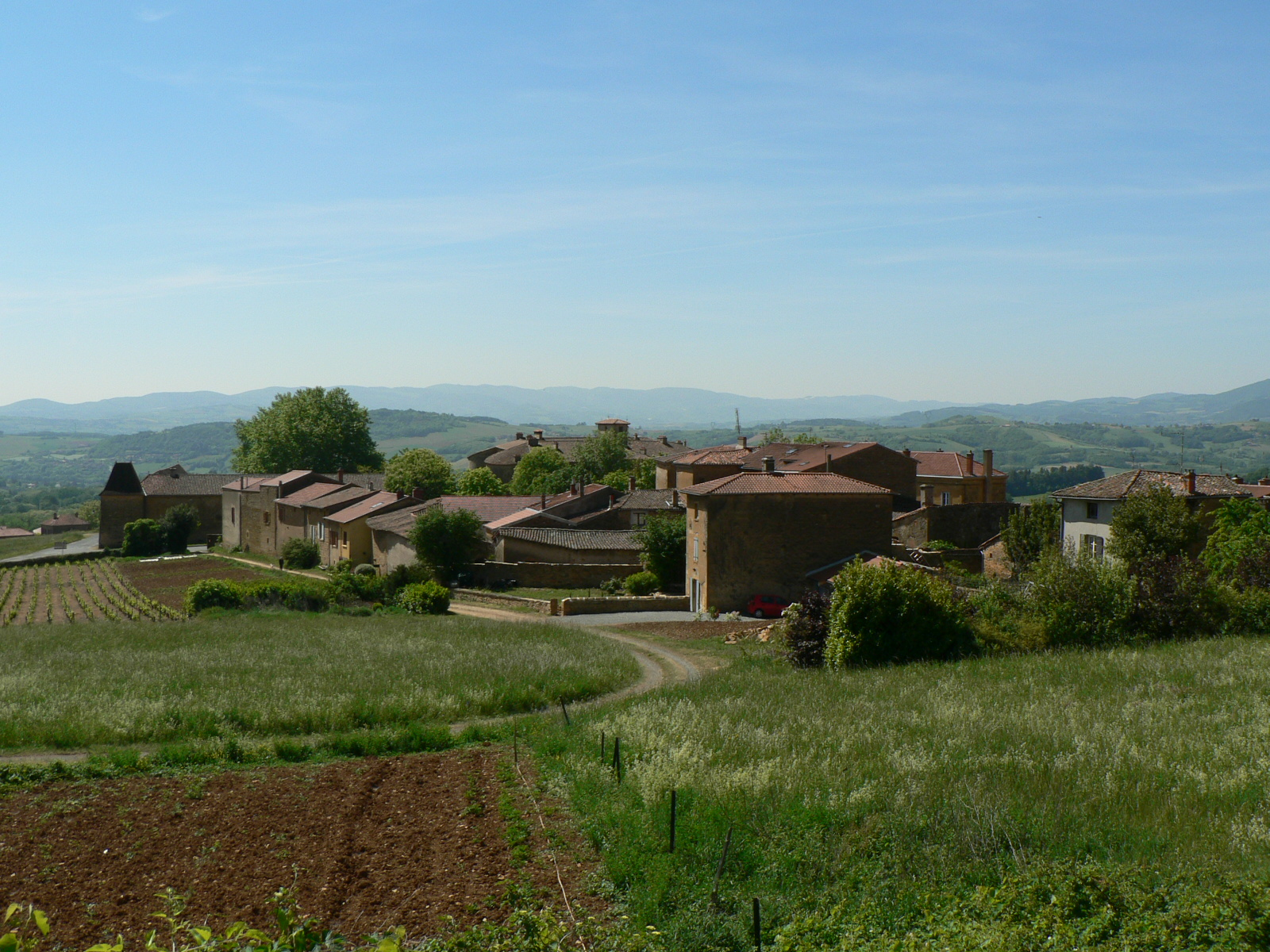
Village de Bagnols

- Le circuit des Trésors Cachés – patrimoine urbain de Villefranche-sur-Saône
- La tour d'Oingt à Val d'Oingt
- Le quartier Déchelette à Amplepuis

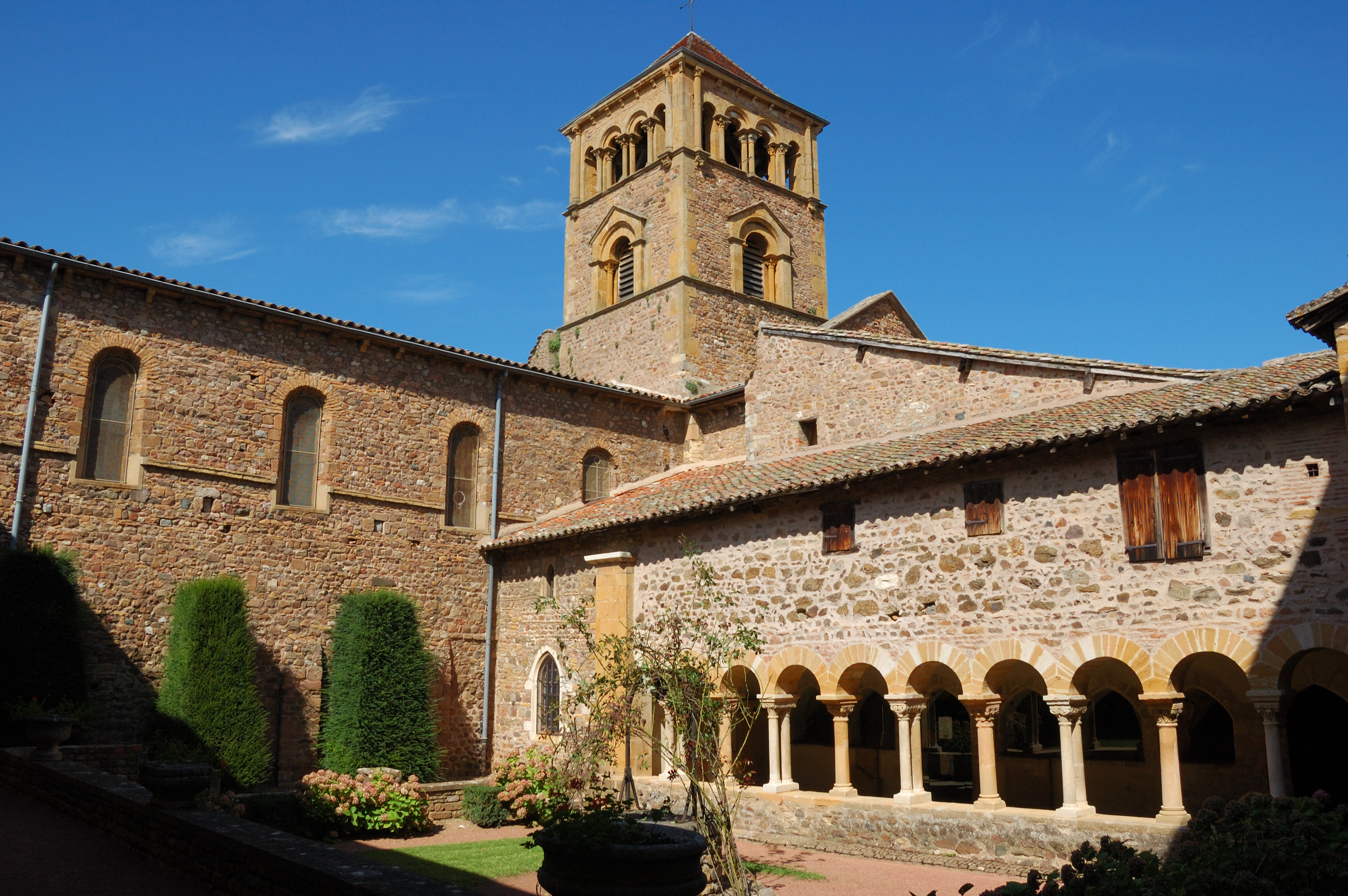
Chapitre de Salles-Arbuissonnas-en-Beaujolais

### Musées et espace de visite

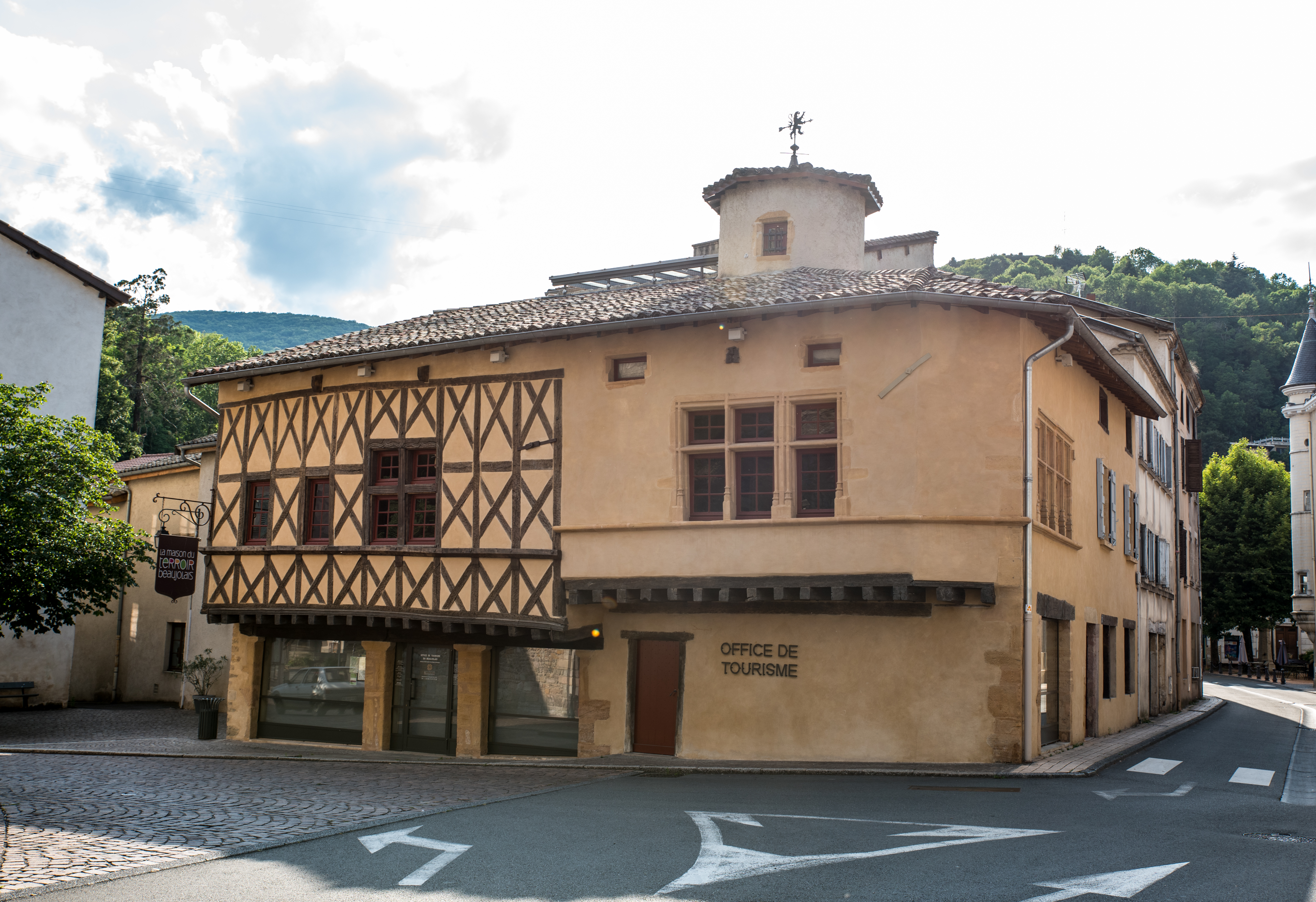
Maison du terroir Beaujolais

- Espace des Pierres Folles à Saint-Jean-des-Vignes
- Le cloître et le prieuré de Salles-Arbuissonnas
- Ecomusée du Haut-Beaujolais à Thizy les Bourgs
- La Maison de terroir Beaujolais à Beaujeu

## Evolution du Géoparc Beaujolais
Réuni à Paris, du 30 mars au 13 avril 2022, le comité exécutif de l'UNESCO valide au cours de sa 214ème session le renouvellement du label Géoparc mondial UNESCO pour 4 années supplémentaires.
Ont été intégrées[Quand ?] dans le périmètre du géoparc trois communes beaujolaises du Pays de l'Arbresle : Bully, L'Arbresle et Sarcey.

### Ouvrages sur les géoparcs
- European Geoparks, National History Museum of the Lesvos Petrified Forest, 2009
- Brochure présentation Les Géoparcs mondiaux UNESCO, « Célébrons le patrimoine de la Terre, Soutenons les communautés locales », 2016

### Ouvrages sur la géologie locale
- Le Mont d’Or, une longue histoire inscrite dans la pierre, Louis Rulleau, Bruno Rousselle, Société Linéenne de Lyon, 2005
- Mines et Minéraux de Chessy, Le Règne Minéral Hors-Série n°9, 2003
- Promenade géologique à Lyon : Vieux Lyon, Evelyne Debard, Michel Philippe, Louis Rulleau, Hugues Savay-Guerraz, Biotope, 2013
- Promenade géologique à Lyon : Colline de Fourvière, Evelyne Debard, Michel Philippe, Louis Rulleau, Hugues Savay-Guerraz, Biotope, 2013

### Ouvrages sur le territoire Beaujolais
- Dossier de candidature du territoire Beaujolais au label UNESCO Global Geopark, Syndicat Mixte du Beaujolais, 2016
- Guide du Patrimoine Naturel de la Région Rhône-Alpes : le Beaujolais, Conservatoire des Espaces Naturels Rhône-Alpes, n°34, 2015
- Carnet de territoire, Le Beaujolais, CAUE Rhône Métropole, 2016
- Bagnols et son château : au cœur des Pierres Dorées, huit siècles d’art et d’histoire, Pierre Guerrier, Editions du Poutan, 2017
- Des énigmes gravées dans la pierre depuis la nuit des temps, en Pays Beaujolais et autres contrées, Ann Matagrin, 2018
- Carrières d’Oncin ou Carrières de Glay à Saint-Germain-Nuelles-sur-l’Arbresle dans le Rhône, Pierre Forissier, 2001
- Voyage au pays des Pierres Dorées, Guy Leduc, 2012
- Chapelles en Beaujolais, René Boncompain, Janine Meaudre, Editions du Poutan, 2016
- Balade sur les chemins du tacot en Beaujolais, Amis de Salles, Editions du Poutan, 2014
- 2000 ans d’histoire en Beaujolais, Daniel Rosetta, Editions du Poutan, 2011
- Anse gallo-romaine et sa région, Jean-Claude Béal, Editions du Poutan, 2017
- Les trois rivières : Azergues, Brévenne, Turdine, Christian Mens, Editions du Poutan, 2014
- Le Beaujolais traditionnel et insolite, Alain Jean-Baptiste, Daniel Rosetta, Editions du Poutan, 2017
- Les remparts de Villefranche en Beaujolais, Philippe Branche, Editions du Poutan, 2013
- Entre Reins et Trambouze : Six mille ans d’histoire en Haut-Beaujolais, Bastien Dubuis, 2011